# Курносова, Анастасия Захаровна
Анастаси́я Заха́ровна Курно́сова (23 марта 1924, Партизановка, Велижский уезд — 14 мая 1992, Партизановка, Витебская область) — советский  передовик производства в сельском хозяйстве. Герой Социалистического Труда (1975).

## Биография
Родилась 23 марта 1924 года в деревне Жираспёры (с 1964 года д. Партизановка), Велижского уезда, Псковской губернии, в крестьянской семье.
С 1935 года — с одиннадцати лет — трудилась в местном колхозе полеводом, помогала матери досматривать колхозных животных. С 1941 года с началом Великой Отечественной войны семья Курносовых осталась на оккупированной врагом территории района, после освобождения  деревни А. З. Курносова принимала участие в восстановлении колхозного хозяйства, разрушенного в период оккупации.
С 1944 года после окончания курсов трактористов, работала трактористом Суражской машинно-тракторной станции, позже перешла работать на молочно-товарную ферму и свиноводческую ферму. В социалистическом соревновании среди животноводов колхоза «Россия» А. З. Курносова всегда занимала передовые позиции. С 1966 по 1970 годы в ходе восьмой пятилетки была на передовых позициях среди колхозов своего района.  8 апреля 1971 года Указом Президиума Верховного Совета СССР «за успехи, достигнутые в развитии сельскохозяйственного производства и выполнении пятилетнего плана продажи государству продуктов животноводства» А. З. Курносова была награждена Орденом Октябрьской революции.
С 1971 по 1975 годы в ходе новой девятой пятилетки  А. З. Курносова уверенно вышла на более высокие показатели и закрепила их. При почти полном отсутствии механизации производственных процессов сумела получить в 1972 году по 27,5 поросёнка от основной свиноматки. Включившись во Всесоюзное социалистическое соревнование за досрочное выполнение планов пятилетки, она приняла обязательства получить за этот период 1060 поросят от закреплённой группы свиней. На протяжении первых четырёх лет досматривала по 20 основных и по 10 разовых свиноматок, добивалась высокого процента сохранности приплода в своей группе. В 1974 году получила по 25 поросят от основной свиноматки. Личную пятилетку выполнила досрочно, всего получив и вырастив к откорму 1556 молодых животных. Средний вес каждого при отъёме составил 17,5 килограмма.
10 февраля 1975 года Указом Президиума Верховного Совета СССР «за выдающиеся успехи, достигнутые во Всесоюзном социалистическом соревновании, и проявленную трудовую доблесть в досрочном выполнении заданий девятой пятилетки и принятых обязательств по увеличению производства и продажи государству продуктов земледелия и животноводства» Анастасия Захаровна Курносова была удостоена звания Героя Социалистического Труда с вручением Ордена Ленина и золотой медали «Серп и Молот».
Помимо основной деятельности А. З. Курносова неоднократно избиралась депутатом Витебского областного и районного Советов депутатов трудящихся, членом Витебского райкома Компартии БССР. В 1976 году была делегатом ІІІ съезда колхозников Белоруссии и XXV съезда КПСС.
С конца 1980-х годов — персональный пенсионер союзного значения. Умерла 14 мая 1992 года в деревне Партизановка, Витебского района, Витебской области, Белоруссия.

## Награды
- Медаль «Серп и Молот» (10.02.1975)
- Орден Ленина (10.02.1975)
- Орден Октябрьской революции (8.04.1971)
- Медаль «За доблестный труд в Великой Отечественной войне 1941—1945 гг.»